# 義浄
義浄（ぎじょう）は、唐の僧。俗姓は張。字は文明。
インドのナーランダ僧院で学んだ学生の一人であり、多くの仏典を翻訳して中国に持ち帰った。

## 人物

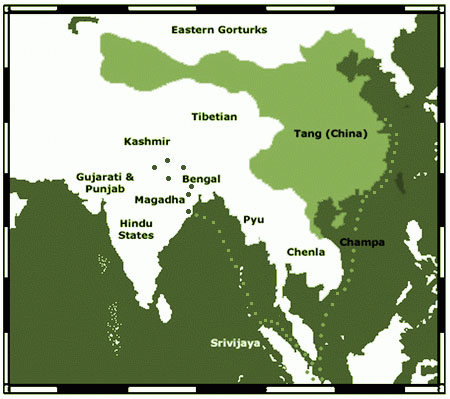
ナーランダへの旅路（7世紀）

### ナーランダへの旅
斉州山茌県の人である。幼くして出家し、15歳の時（649年（貞観23年））には西域行を志し、法顕や玄奘の行跡を思慕していたという。
671年（咸亨2年）、37歳で番禺県を同志数十名と出発しようとしたが、余人は全て辞退したため、義浄一人、海路でインドへ渡ることとなった。インドには西暦673年に到着し、14年間インドに滞在し、そのうち10年間はナーランダ僧院で過ごした。
帰路も再び海路で、マレー・インドネシア（スマトラ島にあったシュリーヴィジャヤ王国の中心都市パレンバンなど）を経て、695年（証聖元年）帰国。25年間に30余国を遊歴し、400部、50万頌のサンスクリットの経律論、金剛座、舎利300粒などを齎した。

### 中国に戻る
武則天は、自ら洛陽の上東門外に出迎え、勅によって仏授記寺に迎え入れた。以後、仏典の漢訳を行う。訳経は国家事業として洛陽・長安の大寺や内道場で行なわれ、実叉難陀・阿儞真那・波崙らの西域渡来の僧が訳経を担当し、武則天自らが序を著した。漢訳された経典は56部230巻に及んだ。また、『南海寄帰内法伝』、『大唐西域求法高僧伝』を著す。両著とも、当時のインドや中国の仏教研究、あるいはインドや東南アジアの社会状況に関する貴重な史料となっている。
713年（先天2年）、79歳で亡くなった。法臘59。『宋高僧伝』巻1に伝あり。

## 小説作品
- 仁木英之　『義浄　異聞・南海高僧西征伝』　「別冊文藝春秋」（2010年3月号）より数回連載。
  - 改題 『海遊記　義浄西征伝』　文藝春秋、2011年9月刊。